# هارفي بروكس
هارفي بروكس (بالإنجليزية: Harvey Brooks)‏ (و. 1915 – 2004 م) هو فيزيائي 
وكان عضواً في الأكاديمية الوطنية للعلوم، والأكاديمية الوطنية للهندسة .

## التعليم
تعلم في جامعة هارفارد، وجامعة ييل

## مناصب وهيئات
أدار جامعة هارفارد.

## جوائز
حصل على جوائز منها:
- زمالة غوغنهايم.